# Fahrzeugsäule
Tragende Fahrzeugsäulen, die den Dachbereich (Dach und innere Seitenteile) mit dem Karosserieunterbau (Schweller, Boden vorn/hinten) verbinden, werden mit von vorn nach hinten fortlaufenden Buchstaben bezeichnet – und zwar unabhängig von der Fahrzeugseite:

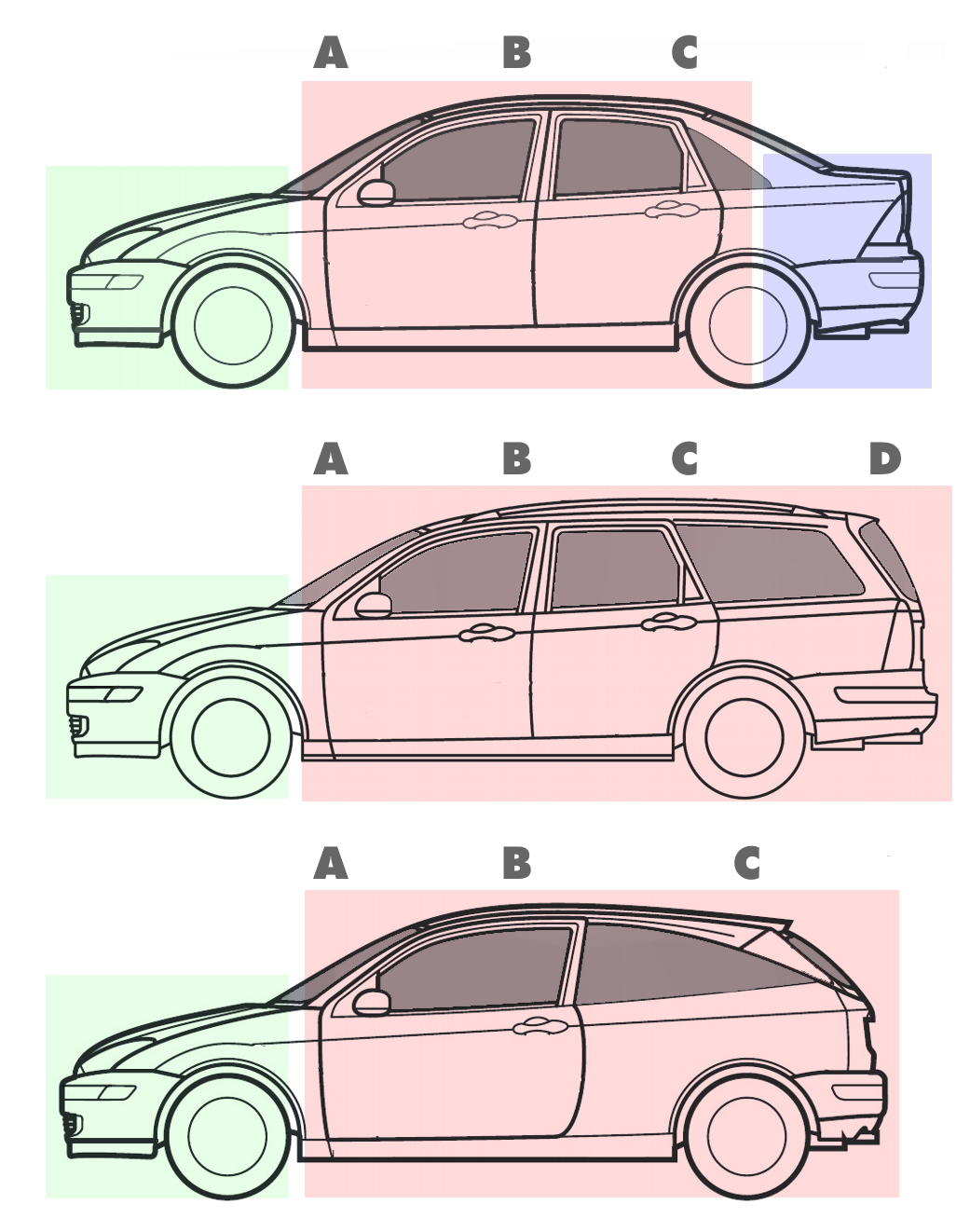
Fahrzeugsäulen bei Limousine, Kombi und Coupé

- Die A-Säule ist im Kraftfahrzeugbau die Verbindung zwischen Fahrzeugdach und der vorderen Spritzwand.
- Die B-Säule (früher auch Mittelsäule) ist die Verbindung zwischen Fahrzeugboden und Fahrzeugdach in der Mitte der Fahrgastzelle. Manche Coupés und Cabriolets sowie sehr selten auch Limousinen haben keine B-Säule.
- Die C-Säule ist die Verbindung zwischen Fahrzeugdach und Kotflügeln (hinterer Seitenwand) am Fahrzeugheck.
- Die D-Säule ist bei Kombinationskraftwagen und Vans die vierte Säule.

## Funktion
Den Säulen kommt im Falle eines Unfalls mit Überschlagen des Wagens die lebenserhaltende Aufgabe zu, die Fahrgastzelle gegen vertikale Verformung zu stabilisieren. Sehr viel wichtiger ist die Aufnahme von Kräften beim Seitenaufprall, damit die Fahrzeuginsassen unversehrt bleiben. Bei Rennsport- und Geländewagen sowie Coupés und Cabriolets, die oft nur zwei bzw. eine Säule haben, werden sie dabei teilweise durch besonders stabile Überrollbügel unterstützt, die teilweise auch erst bei Bedarf automatisch hochschnellen. Cabriolets haben eine besonders verstärkte A-Säule.
Im Bereich des Dachholms, der die A-, B- und C-Säule verbindet, können bei aktuellen PKW Kopfairbags integriert sein, die Kopf- und Schulterbereich im Fall eines Seitenaufpralls oder eines Überschlagens des Fahrzeuges schützen sollen. 

## Geschichte

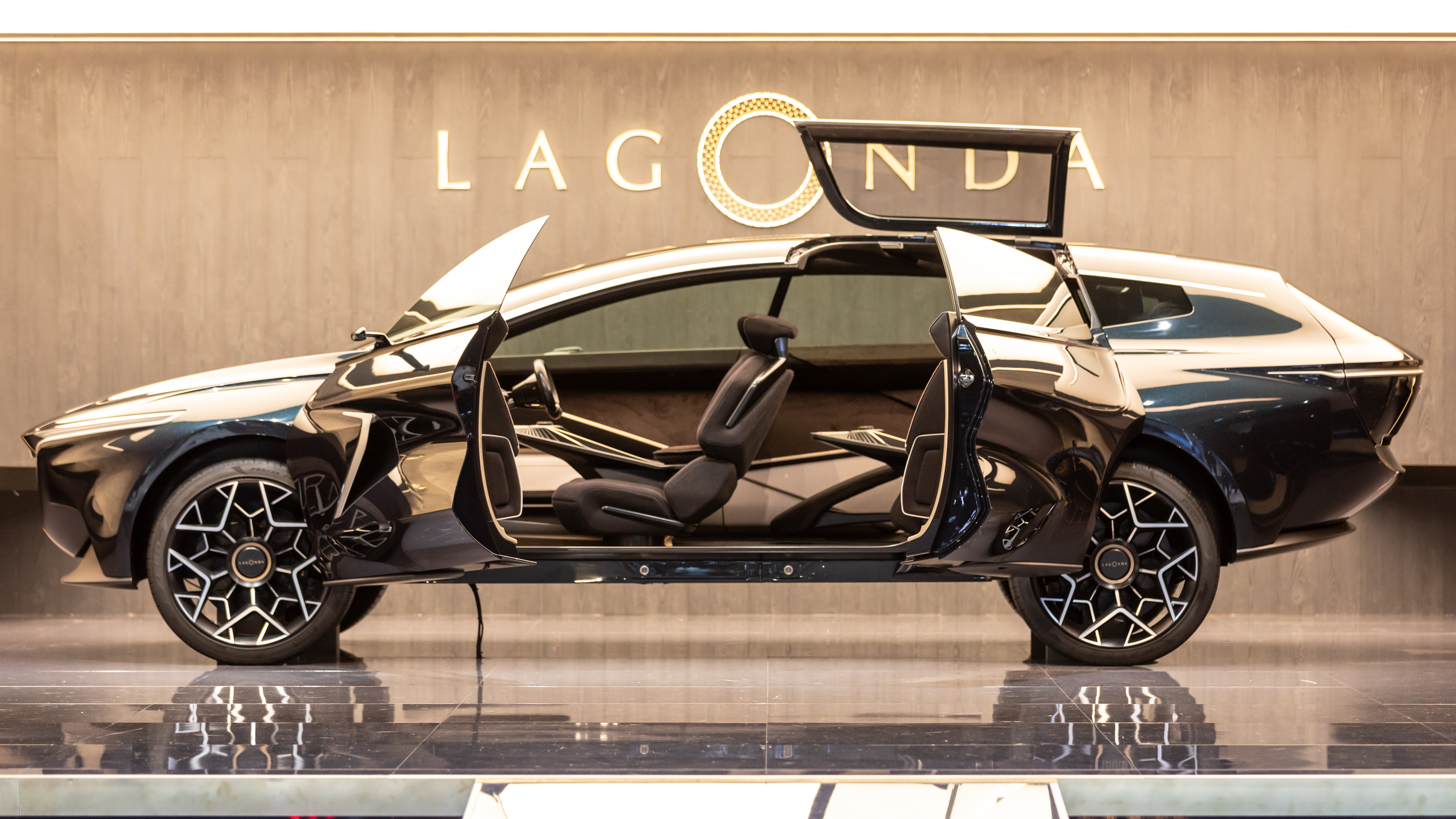
Aston Martin Lagonda All-Terrain Concept mit Selbstmördertüren

Amerikanische Hersteller begannen aus ästhetischen Gründen Ende der 1940er Jahre, die B-Säule bei Zweitürern zu „kappen“. Mitte der 1950er Jahre folgten auch  Viertürer und kurz darauf sogar einige Kombis: Von der Säule blieb nur ein Stumpf bis zur Fensterunterkante. Meist trug dieser Stumpf die schwere hintere Tür, seltener wurde diese hinten angeschlagen („Selbstmördertür“); dann rastete die Schlossfalle nicht an der Säule, sondern im Schweller ein. Die Scheiben von Vorder- und Hintertür schlossen mit einer (meist an der hinteren Scheibe befestigten) Gummidichtlippe. Die Säule selbst verschwand äußerlich komplett hinter den Türblättern. Das Ergebnis war eine elegantere Linienführung und ein optisch flacheres Fahrzeug (Hardtop).
In den 1960er Jahren machten Sicherheitsanforderungen dabei Verstärkungen der Dächer nötig, die jedoch – bei den ohnehin in den USA meist höheren Fahrzeugmassen und niedrigen Benzinpreisen – hingenommen wurden. In Europa dagegen konnte sich die gekappte B-Säule bei Mehrtürern nicht durchsetzen. Der Grund hierfür liegt neben Sicherheitsbedenken auch in den höheren Anforderungen an die Spaltmaßpräzision der Türen.